# Rektifikacija (geometrija)
Rektifikacija je v geometriji postopek v katerem  prisekamo politop tako, da označimo središčne točke vseh njegovih robov in odrežemo oglišča v teh točkah. Politop, ki nastane, je vezan na sliko oglišča in na odrezane facete izhodiščnega politopa. 

## Zgled rektifikacije kot dokončno prisekanje
Rektifikacija je končni postopek pri prisekovanju. Na kocki to zaporedje kaže štiri korake med pravilno in rektificirano obliko

## Rektifikacije višjega reda
Rektifikacije višjega reda  se lahko izvedejo na pravilnih politopih z višjimi razsežnostmi.
Najvišji red rektifikacije kreira dualne politope. Rektifikacija odreže robove tako, da postanejo točke. Birektifikacija odreže stranske ploskve tako, da te postanejo točke. Trirektifikacija odreže celice v točke in končna rektifikacija je dualni politop.

## V mnogokotnikih
Dualni poligon je isto kot njegova rektificirana oblika.

## V poliedrih in ravninskem tlakovanju
Vsako platonsko telo in njegov dual imajo isti rektificirani polieder.
Rektificirani polieder se kaže kot, da se lahko izrazi kot kombinacija imen izvornega telesa in njegovega duala
1. rektificiran tetraeder katerega dual je tetraeder se imenuje tetraeder, ki ga poznamo tudi kot oktaeder
2. rektificirani oktaeder, katerega dual je kocka, se imenuje kubooktaeder

| družina | starševsko telo                | rektifikacija                | dualno telo                 |
| ------- | ------------------------------ | ---------------------------- | --------------------------- |
| [3,3]   | tetraeder                      | tetraeder                    | tetraeder                   |
| [4,3]   | kocka                          | kubooktaeder                 | oktaeder                    |
| [5,3]   | dodekaeder                     | ikozidodekaeder              | ikozaeder                   |
| [6,3]   | šestkotno tlakovanje           | triheksagonalno tlakovanje   | trikotno tlakovanje         |
| [7,3]   | heptagonalno tlakovanje reda 3 | triheptagonalno tlakovanje   | trikotno tlakovanje reda 7  |
| [4,4]   | kvadratno tlakovanje           | kvadratno tlakovanje         | kvadratno tlakovanje        |
| [5,4]   | pentagonalno tlakovanje reda 4 | tetrapentagonalno tlakovanje | kvadratno tlakovanje reda 5 |

## V nepravilnih poliedrih
Kadar polieder ni pravilen vedno niso  srednje točke okoli oglišča v isti ravnini (koplanarne). Kljub temu je možna rektifikacija.

## V polihoronih in v teselacijah trirazsežnega satovja
Vsak konveksni pravilni polihoronima rektificirano obliko uniformnega polihorona. 
Pravilni polihoron {p, q, r} ima celice {p, q} dveh vrst rektificirane {p, q}, ki so ostale od izvornih celic in novih celic {q, r} poliedra, ki so nastale v vsakem od prirezanih oglišč. 
Zgledi:
| družina | starševsko telo      | rektifikacija                                         | Birektifikacija (dualna rektifikacija)          | Trirektifikacija (dualna) |
| ------- | -------------------- | ----------------------------------------------------- | ----------------------------------------------- | ------------------------- |
| [3,3,3] | 5-celica             | rektificirana 5-celica                                | rektificirana 5-celica                          | 5-celica                  |
| [4,3,3] | teserakt             | rektificirani teserakt                                | rektificirana 16-celica (24-celica)             | 16-celica                 |
| [3,4,3] | 24-celica            | rektificirana 24-celica                               | rektificirana 24-celica                         | 24-celica                 |
| [5,3,3] | 120-celica           | rectificirana 120-celica                              | rektificirana 600-celica                        | 600-celica                |
| [4,3,4] | kubično satovje      | (Ni slike) rektificirano kubično satovje              | (Ni slike) rektificirano kubično satovje        | kubično satovje           |
| [5,3,4] | Order-4 dodecahedral | (Ni slike) rektificirano dodekaedersko satovje reda 4 | (Ni slike) rektificirano kubično satovje reda 5 | kubično satovje reda 5    |

## Red rektifikacije
Prvi red rektifikacije odreže robove do točk. Kadar je politop pravilni politop lahko njegovo obliko prikažemo z razširjenim  Schläflijevim simbolom, ki ima obliko t1{p,q,...}.
Rektifikacija drugega reda se imenuje birektifikacija. Če je pravilna, jo označujemo s t2{p,q,...}.
Pri poliedrih birektifikacija naredi dualne poliedre.
Rektifikacije višjega reda se lahko konstruirajo za politope višjega reda. V splošnem n-rektifikacija odreže n-stransko ploskev do točk.
Kadar n-politop rektificiramo, se njegove facete zmanšajo v točke in politop, ki ga dobimo, je  njegov dual.

### Notacije in facete

#### Pravilni mnogokotniki
Facete so robovi, ki jih označujemo z {2}.
| name {p}      | Coxeter-Dinkin | t-notacija Schläflijev simbol | navpični Schläflijev simbol                     | navpični Schläflijev simbol                     | navpični Schläflijev simbol                     |
| name {p}      | Coxeter-Dinkin | t-notacija Schläflijev simbol | ime                                             | faceta-1                                        | faceta-2                                        |
| ------------- | -------------- | ----------------------------- | ----------------------------------------------- | ----------------------------------------------- | ----------------------------------------------- |
| starševski    |                | t0{p}                         | {\displaystyle {\begin{Bmatrix}p\end{Bmatrix}}} | {\displaystyle {\begin{Bmatrix}2\end{Bmatrix}}} |                                                 |
| rektificirano |                | t1{p}                         | {\displaystyle {\begin{Bmatrix}p\end{Bmatrix}}} |                                                 | {\displaystyle {\begin{Bmatrix}2\end{Bmatrix}}} |

#### Pravilnipoliedriintlakovanja
Facete so pravilni mnogokotniki.
| name {p,q}      | Coxeter-Dinkin | t-notation Schläflijev simbol | navpični Schläflijev simbol                        | navpični Schläflijev simbol                     | navpični Schläflijev simbol                     |
| name {p,q}      | Coxeter-Dinkin | t-notation Schläflijev simbol | ime                                                | faceta-1                                        | faceta-2                                        |
| --------------- | -------------- | ----------------------------- | -------------------------------------------------- | ----------------------------------------------- | ----------------------------------------------- |
| starševski      |                | t0{p,q}                       | {\displaystyle {\begin{Bmatrix}p,q\end{Bmatrix}}}  | {\displaystyle {\begin{Bmatrix}p\end{Bmatrix}}} |                                                 |
| rektificirani   |                | t1{p,q}                       | {\displaystyle {\begin{Bmatrix}p\\q\end{Bmatrix}}} | {\displaystyle {\begin{Bmatrix}p\end{Bmatrix}}} | {\displaystyle {\begin{Bmatrix}q\end{Bmatrix}}} |
| birektificirani |                | t2{p,q}                       | {\displaystyle {\begin{Bmatrix}q,p\end{Bmatrix}}}  |                                                 | {\displaystyle {\begin{Bmatrix}q\end{Bmatrix}}} |

#### Pravilnipolihoroniinsatovje
Facete so pravilni ali rektificirani poliedri.
| name {p,q,r}     | Coxeter-Dinkin | t-notation Schläflijev simbol | navpični Schläflijev simbol                              | navpični Schläflijev simbol                        | navpični Schläflijev simbol                        |
| name {p,q,r}     | Coxeter-Dinkin | t-notation Schläflijev simbol | ime                                                      | faceta-1                                           | faceta-2                                           |
| ---------------- | -------------- | ----------------------------- | -------------------------------------------------------- | -------------------------------------------------- | -------------------------------------------------- |
| starševski       |                | t0{p,q,r}                     | {\displaystyle {\begin{Bmatrix}p,q,r\end{Bmatrix}}}      | {\displaystyle {\begin{Bmatrix}p,q\end{Bmatrix}}}  |                                                    |
| rektificirani    |                | t1{p,q,r}                     | {\displaystyle {\begin{Bmatrix}p\ \ \\q,r\end{Bmatrix}}} | {\displaystyle {\begin{Bmatrix}p\\q\end{Bmatrix}}} | {\displaystyle {\begin{Bmatrix}q,r\end{Bmatrix}}}  |
| birektificirani  |                | t2{p,q,r}                     | {\displaystyle {\begin{Bmatrix}q,p\\r\ \ \end{Bmatrix}}} | {\displaystyle {\begin{Bmatrix}q,p\end{Bmatrix}}}  | {\displaystyle {\begin{Bmatrix}q\\r\end{Bmatrix}}} |
| trirektificirani |                | t3{p,q,r}                     | {\displaystyle {\begin{Bmatrix}r,q,p\end{Bmatrix}}}      |                                                    | {\displaystyle {\begin{Bmatrix}r,q\end{Bmatrix}}}  |

#### Pravilni5-politopi(politoroni) in4-razsežno satovje
Facete so pravilni ali rektificirani polihoroni.
| name {p,q,r,s}      | Coxeter-Dinkin | t-notation Schläflijev simbol | navpični Schläflijev simbol                                      | navpični Schläflijev simbol                              | navpični Schläflijev simbol                              |
| name {p,q,r,s}      | Coxeter-Dinkin | t-notation Schläflijev simbol | ime                                                              | faceta-1                                                 | faceta-2                                                 |
| ------------------- | -------------- | ----------------------------- | ---------------------------------------------------------------- | -------------------------------------------------------- | -------------------------------------------------------- |
| Parent              |                | t0{p,q,r,s}                   | {\displaystyle {\begin{Bmatrix}p,q,r,s\end{Bmatrix}}}            | {\displaystyle {\begin{Bmatrix}p,q,r\end{Bmatrix}}}      |                                                          |
| rektificirani       |                | t1{p,q,r,s}                   | {\displaystyle {\begin{Bmatrix}p\ \ \ \ \ \\q,r,s\end{Bmatrix}}} | {\displaystyle {\begin{Bmatrix}p\ \ \\q,r\end{Bmatrix}}} | {\displaystyle {\begin{Bmatrix}q,r,s\end{Bmatrix}}}      |
| birektificirani     |                | t2{p,q,r,s}                   | {\displaystyle {\begin{Bmatrix}q,p\\r,s\end{Bmatrix}}}           | {\displaystyle {\begin{Bmatrix}q,p\\r\ \ \end{Bmatrix}}} | {\displaystyle {\begin{Bmatrix}q\ \ \\r,s\end{Bmatrix}}} |
| trirektificirani    |                | t3{p,q,r,s}                   | {\displaystyle {\begin{Bmatrix}r,q,p\\s\ \ \ \ \ \end{Bmatrix}}} | {\displaystyle {\begin{Bmatrix}r,q,p\end{Bmatrix}}}      | {\displaystyle {\begin{Bmatrix}r,q\\s\ \ \end{Bmatrix}}} |
| kvadrirektificirani |                | t4{p,q,r,s}                   | {\displaystyle {\begin{Bmatrix}s,r,q,p\end{Bmatrix}}}            |                                                          | {\displaystyle {\begin{Bmatrix}s,r,q\end{Bmatrix}}}      |